# شاللو
شاللو هي قرية في مقاطعة سراب، إيران. عدد سكان هذه القرية هو 174 في سنة 2006.